# Better Now (Davina Michelle)
Better Now è un singolo della cantante olandese Davina Michelle, pubblicato il 9 agosto 2019 su etichetta discografica 8ball Music come secondo estratto dall'album di debutto My Own World.

## Tracce
Download digitale
1. Better Now – 3:40

## Classifiche
| Classifica (2019) | Posizione massima |
| ----------------- | ----------------- |
| Paesi Bassi       | 60                |